# Sainte-Maure-de-Peyriac
Sainte-Maure-de-Peyriac is een gemeente in het Franse departement Lot-et-Garonne (regio Nouvelle-Aquitaine) en telt 340 inwoners (2004). De plaats maakt deel uit van het arrondissement Nérac.

## Geografie
De oppervlakte van Sainte-Maure-de-Peyriac bedraagt 23,4 km², de bevolkingsdichtheid is 14,5 inwoners per km².
De onderstaande kaart toont de ligging van Sainte-Maure-de-Peyriac met de belangrijkste infrastructuur en aangrenzende gemeenten.

## Demografie
Onderstaande figuur toont het verloop van het inwonertal (bron: INSEE-tellingen).